# Лентате-суль-Севезо
Лентате-суль-Севезо (італ. Lentate sul Seveso) — муніципалітет в Італії, у регіоні Ломбардія,  провінція Монца і Бріанца.
Лентате-суль-Севезо розташоване на відстані близько 500 км на північний захід від Рима, 26 км на північ від Мілана, 17 км на північний захід від Монци.
Населення — 15 788 осіб (2014).

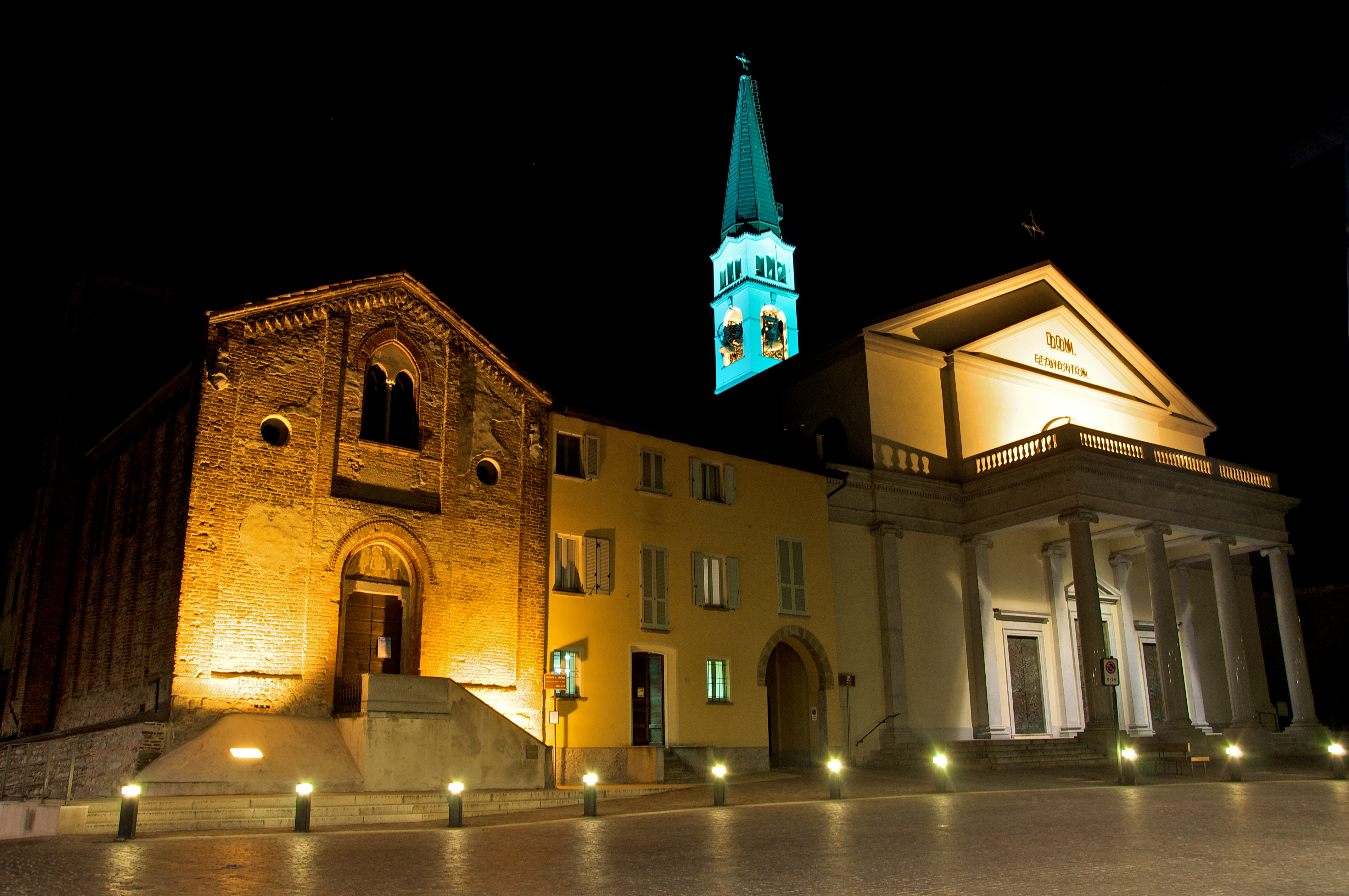

Щорічний фестиваль відбувається 14 жовтня. Покровитель — святий Віт.

## Демографія
Населення за роками:

Станом на 1 січня 2023 року в муніципалітеті офіційно проживало 1306 іноземців з 67 країн, серед них 217 громадян країн Євросоюзу та 96 громадян України.

## Сусідні муніципалітети
- Барлассіна
- Каб'яте
- Каримате
- Черменате
- Кольяте
- Лаццате
- Маріано-Коменсе
- Меда
- Мізінто
- Новедрате